# Prince of Persia
Prince of Persia (в переводе с англ. — «Принц Персии») — серия компьютерных игр в жанре action-adventure. Первая игра серии была создана Джорданом Мекнером и компанией Brøderbund. Последующие игры серии разрабатывались и издавались разными компаниями.

## Игры
| Год     | Название                                     | Разработчики                                                   | Платформы               | Платформы                                               | Платформы                          |
| Год     | Название                                     | Разработчики                                                   | Персональные компьютеры | Игровые приставки                                       | Портативные устройства             |
| ------- | -------------------------------------------- | -------------------------------------------------------------- | ----------------------- | ------------------------------------------------------- | ---------------------------------- |
| 1989    | Prince of Persia                             | Brøderbund                                                     | Apple II[1]             | Apple II[1]                                             | Apple II[1]                        |
| 1993    | Prince of Persia 2: The Shadow and the Flame | Brøderbund, Ubisoft                                            | DOS, Mac OS, FM Towns   | SNES, Xbox[2]                                           | iOS, Android                       |
| 1999    | Prince of Persia 3D                          | Red Orb Entertainment, Avalanche Software                      | Windows                 | Dreamcast                                               | —                                  |
| 2002    | Prince of Persia: Harem Adventures           | Gameloft                                                       | —                       | —                                                       | Java ME, N-Gage                    |
| 2003    | Prince of Persia: The Sands of Time          | Ubisoft Montreal, Gameloft                                     | Windows                 | PlayStation 2, PlayStation 3[3], Xbox, GameCube         | Game Boy Advance, Java ME          |
| 2004    | Prince of Persia: Warrior Within             | Ubisoft Montreal, Gameloft                                     | Windows                 | PlayStation 2, PlayStation 3[3], Xbox, GameCube         | PSP[4], Java ME                    |
| 2005    | Prince of Persia: The Two Thrones            | Ubisoft Montreal, Gameloft                                     | Windows                 | PlayStation 2, PlayStation 3[3], Xbox, GameCube, Wii[5] | PSP[5], Java ME                    |
| 2005    | Battles of Prince of Persia                  | Ubisoft Montreal                                               | —                       | —                                                       | Nintendo DS                        |
| 2007    | Prince of Persia Classic                     | Gameloft                                                       | —                       | Xbox 360, PlayStation 3                                 | iOS, Android, Java ME              |
| 2008    | Prince of Persia                             | Ubisoft Montreal, Gameloft                                     | Windows, macOS          | PlayStation 3, Xbox 360, Xbox One                       | Java ME                            |
| 2008    | Prince of Persia: The Fallen King            | Ubisoft Casablanca                                             | —                       | —                                                       | Nintendo DS                        |
| 2009    | Prince of Persia: Epilogue                   | Ubisoft Montreal                                               | —                       | PlayStation 3, Xbox 360                                 | —                                  |
| 2010    | Prince of Persia: The Forgotten Sands        | Ubisoft Montreal, Ubisoft Quebec, Ubisoft Casablanca, Gameloft | Windows                 | PlayStation 3, Xbox 360, Wii                            | PSP, Nintendo DS, Java ME, браузер |
| 2013    | Prince of Persia: The Shadow and The Flame   | Ubisoft                                                        | —                       | —                                                       | iOS, Android                       |
| 2015    | Prince of Persia: Time Run                   | Ubisoft                                                        | —                       | —                                                       | iOS                                |
| 2018    | Prince of Persia: Escape                     | Ketchapp                                                       | —                       | —                                                       | iOS, Android                       |
| 2020    | Prince of Persia: The Dagger of Time         | Ubisoft                                                        | —                       | VR[6]                                                   | —                                  |
| 2022    | Prince of Persia: Escape 2                   | Ketchapp                                                       | —                       | —                                                       | iOS, Android                       |
| 2024    | Prince of Persia: The Lost Crown             | Ubisoft Montpellier                                            | Windows                 | PlayStation 4, PlayStation 5, Xbox One, Xbox Series X/S | Nintendo Switch                    |
| 2025[7] | The Rogue Prince of Persia                   | Ubisoft, Evil Empire                                           | Windows                 | TBA                                                     | TBA                                |
| 2026    | Prince of Persia: The Sands of Time Remake   | Ubisoft Pune, Ubisoft Mumbai, Ubisoft Montreal                 | Windows                 | PlayStation 4, PlayStation 5, Xbox One, Xbox Series X/S | Nintendo Switch                    |

1 Весь список портов смотрите внутри статьи.

2 Версия для Xbox добавлена в игре Prince of Persia: The Sands of Time.

3 Эти игры были разработаны для PlayStation 3 как часть Prince of Persia Trilogy HD — переиздание первых трёх частей в рамках проекта Classics HD.

4 Версия для PSP называется Prince of Persia: Revelations.

5 Версия для PSP и Wii называется Prince of Persia: Rival Swords.

6 Доступна только в развлекательных центрах виртуальной реальности.

7 Версия для Windows вышла в раннем доступе Steam в 2024 году.
| 1989 | Prince of Persia                  |
| 1990 |                                   |
| 1991 |                                   |
| 1992 |                                   |
| 1993 | The Shadow and the Flame          |
| 1994 |                                   |
| 1995 |                                   |
| 1996 |                                   |
| 1997 |                                   |
| 1998 |                                   |
| 1999 | Prince of Persia 3D               |
| 2000 |                                   |
| 2001 |                                   |
| 2002 | Harem Adventures                  |
| 2003 | The Sands of Time                 |
| 2004 | Warrior Within                    |
| 2005 | The Two Thrones                   |
| 2005 | Battles of Prince of Persia       |
| 2006 | Prince of Persia Trilogy          |
| 2007 | Prince of Persia Classic          |
| 2008 | Prince of Persia                  |
| 2008 | The Fallen King                   |
| 2009 | Epilogue                          |
| 2010 | The Forgotten Sands               |
| 2010 | The Forgotten Sands (Wii)         |
| 2010 | The Forgotten Sands (Nintendo DS) |
| 2010 | The Forgotten Sands (PSP)         |
| 2011 |                                   |
| 2012 |                                   |
| 2013 | The Shadow and the Flame (ремейк) |
| 2014 |                                   |
| 2015 | Time Run                          |
| 2016 |                                   |
| 2017 |                                   |
| 2018 | Escape                            |
| 2019 |                                   |
| 2020 | The Dagger of Time                |
| 2021 |                                   |
| 2022 | Escape 2                          |
| 2023 |                                   |
| 2024 | The Lost Crown                    |
| 2025 |                                   |
| 2026 | The Sands of Time (ремейк)        |

## История создания
3 октября 1989 года Джордан Мекнер, выпустивший в 1984 году игру «Karateka», после многолетней работы выпустил игру «Принц Персии», которая отличалась плавной анимацией персонажей и увлекательностью игрового процесса. При разработке игры Джордан Мекнер для анимирования игровых персонажей использовал своего брата Дэвида, оцифровывая видео, на которых были запечатлены движения Дэвида. Эта технология позволила создать героев, которые двигаются естественно. После выпуска для Apple II, где игра не пользовалась особым успехом, игра была портирована на несколько других платформ. Спустя год после выпуска были выпущены порты на другие персональные компьютеры — Amiga, Atari ST и PC.
В 1993 году Мекнер создал продолжение оригинальной игры под названием «Prince of Persia 2: The Shadow and the Flame». Вторая игра серии была выпущена компанией Brøderbund, которая издавала и предыдущие игры Мекнера. В отличие от первой части, вторая, имевшая более усложнённый сюжет, не была особо востребована на консольном рынке и была портирована на платформу SNES. После выпуска второй части в 1993 году Мекнер основал собственную компанию под названием Smoking Car Productions в Сан-Франциско и нанял группу разработчиков, чтобы выпустить игровой квест под названием «The Last Express». Вышедшая в 1997 году игра не имела коммерческого успеха, и компания Smoking Car Productions обанкротилась.
Мекнер вернулся к созданию игр серии и в 1999 году выпустил игру «Prince of Persia 3D», которая стала провалом. Несмотря на то, что игра стала трёхмерной, она была малоинтересна публике. После второго своего провала Мекнер решил закончить работу над серией и не выпускать продолжений.
В 2003 году компания Ubisoft, которая ранее приобрела авторские права на игру, выпустила четвёртую часть саги, получившую название Prince of Persia: The Sands of Time (в переводе с англ. — «Принц Персии: Пески времени»), в которой Мекнер принял участие в качестве автора сценария и игрового дизайнера. Он принял участие в создании лишь заголовка к пятой части, Prince of Persia: Warrior Within (с англ. — «Принц Персии: Воин внутри», получившей в русской локализации название «Принц Персии: Схватка с Судьбой» и являющейся прямым продолжением игры Prince of Persia: The Sands of Time. Третья часть трилогии «Песков времени» — Prince of Persia: The Two Thrones (с англ. — «Принц Персии: Два трона») — вышла в декабре 2005 года.
В апреле 2012 года Мекнер объявил о том, что обнаружился исходный код оригинальной первой версии игры для Apple II, который 22 года считался потерянным, пока не были найдены содержавшие его три дискеты. Мекнер смог перенести данные на современные носители и переконвертировать в используемые форматы.
Документ с исходным кодом стал доступен для свободной загрузки на GitHub.

### Отменённые игры
- Prince of Persia: Assassins в 2004 году должна была стать началом новой серии, где игрок управлял женщиной-ассасином, входившей в группу телохранителей юного Принца Персии.[9][10] но была переработана в Assassin’s Creed.[11][12]
- Prince of Persia: Redemption в 2012 году должна была стать продолжением серии «Песков Времени» и выйти на Windows, PlayStation 3 и Xbox 360.[13]

### Экранизации
На основе трилогии о Песках времени был выпущен фильм «Принц Персии: Пески Времени», сценарий к которому был написан самим Джорданом Мекнером.